# René Back
René Back (* 8. September 1982 in Kemmental TG) ist ein ehemaliger Schweizer Eishockeyverteidiger.

## Karriere
René Back begann seine Karriere als Eishockeyspieler in der Nachwuchsabteilung des EHC Kreuzlingen. Von dort wechselte er zum HC Davos, für dessen U20-Junioren er erstmals in der Saison 1998/99 zum Einsatz kam. Nach einer Spielzeit bei den U20-Junioren des EHC Chur, kehrte der Verteidiger nach Davos zurück und gab in der Saison 2000/01 sein Debüt für die Profimannschaft des HC Davos in der Nationalliga A. Dabei gab er in 40 Spielen zwei Torvorlagen. Parallel lief er zwei Mal für den SC Herisau in der Nationalliga B auf. Die Spielzeit beendete er jedoch beim EHC Chur, mit dem er in der Relegation um den Klassenerhalt antrat.
Nachdem Back die gesamte Saison 2001/02 in Chur verbracht hatte, spielte er zwei Jahre lang für die ZSC Lions in der NLA und deren Farmteam, die GCK Lions, in der NLB, ehe er zu Beginn der Saison 2004/05 vom EV Zug verpflichtet wurde, bei dem er insgesamt fünf Jahre lang blieb. Ab der Saison 2009/10 stand der ehemalige Junioren-Nationalspieler erneut für Davos in der NLA auf dem Eis, ehe er zur Saison 2014/15 für drei Jahre zum EHC Kloten wechselte.
Im Oktober 2020 absolvierte er sein 1000. Spiel in den zwei höchsten Schweizer Ligen. Nach der Saison 2020/21 beendete er seine aktive Karriere.

### International
Für die Schweiz nahm Back an der U18-Junioren-Weltmeisterschaft 2000 sowie an der U20-Junioren-Weltmeisterschaft 2002 teil. Zudem nahm er mit der A-Nationalmannschaft an der Eishockey-Weltmeisterschaft 2010 teil.

## Erfolge und Auszeichnungen
- 2011 Schweizer Meister mit dem HC Davos

## Karrierestatistik

### International
Vertrat Schweiz bei:
| - U18-Junioren-Weltmeisterschaft 2000 - U20-Junioren-Weltmeisterschaft 2002 |

(Legende zur Spielerstatistik: Sp oder GP = absolvierte Spiele; T oder G = erzielte Tore; V oder A = erzielte Assists; Pkt oder Pts = erzielte Scorerpunkte; SM oder PIM = erhaltene Strafminuten; +/− = Plus/Minus-Bilanz; PP = erzielte Überzahltore; SH = erzielte Unterzahltore; GW = erzielte Siegtore; 1 Play-downs/Relegation; Kursiv: Statistik nicht vollständig)